# Jef Bertels

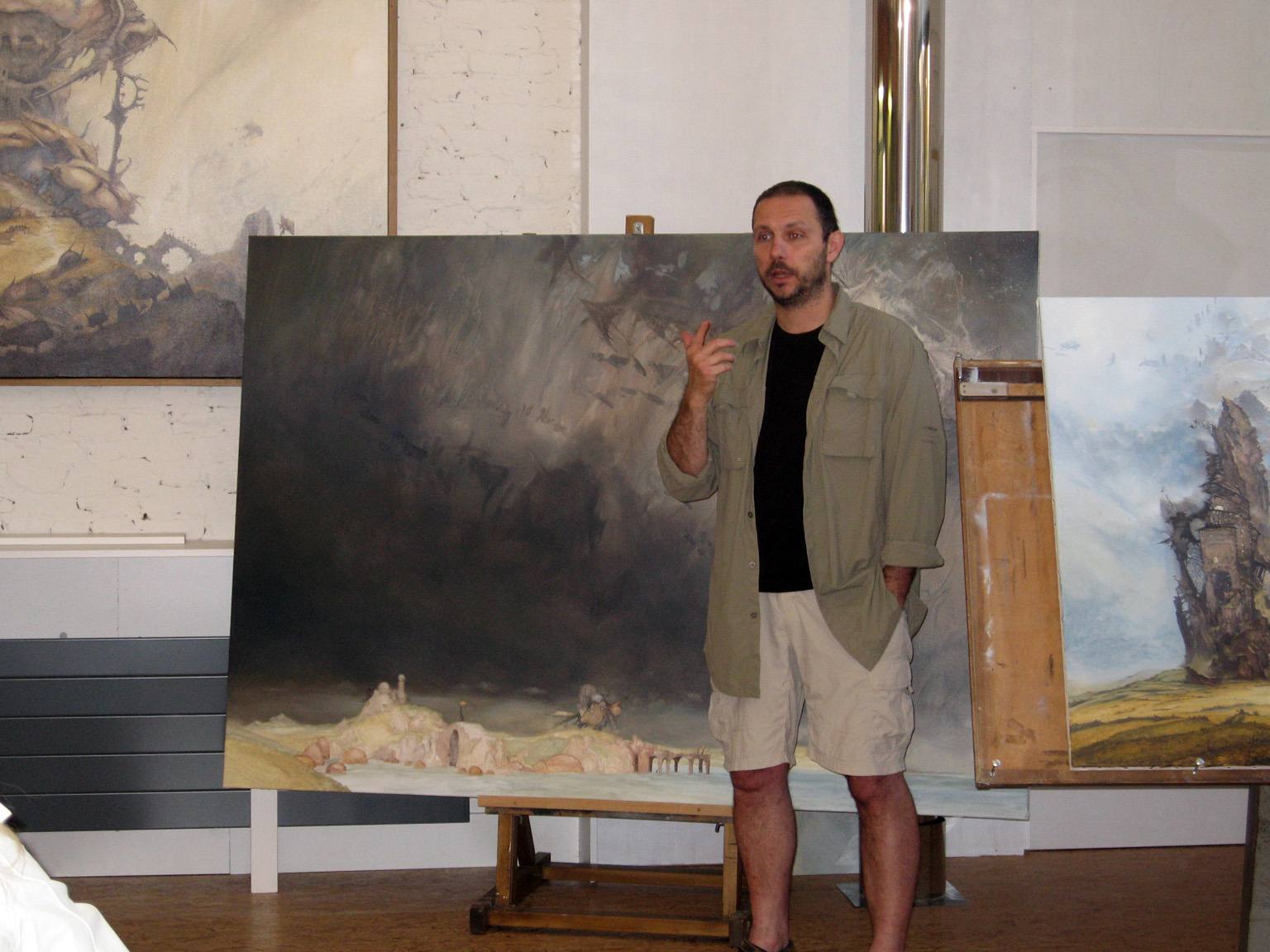
Jef Bertels in zijn atelier

Jef Bertels (Scherpenheuvel, België, 21 november 1961) is een Vlaams kunstschilder en tekenaar.
In 1985 studeerde Bertels af aan het Hoger Instituut voor Kunstonderwijs te Hasselt, afdeling grafiek.
Na zijn grafische studies begon hij zich, onder andere met de raad van de broers en kunstschilders Walter en Maarten Boffé, te oefenen in de olieverftechniek.
De technieken die Bertels toepast zijn olieverf, acrylverf, potlood, pen, aquarel, houtskool, ets en keramiek.

## Schilderijen
Bertels had altijd het gevoel gehad dat hij, omwille van het verhalende en fantastische karakter van zijn werk, in de strip- of animatiefilmwereld zou terechtkomen. Maar stilaan bleek het enkelvoudige beeld, het zogenaamde "Kunstwerk", de voor hem meest bevredigende expressievorm.
Hij gebruikt verschillende technieken en heeft een fijne, gedetailleerde manier van werken.
Als onderwerp heeft Bertels veelal denkbeeldige werelden en figuren.

## Tentoongesteld werk

### Individuele tentoonstellingen
- SLK Scherpenheuvel 1987
- Galerij De Magiërs Antwerpen 1988 - 1989 - 1991
- Galerij Het Open Venster Willebroek 1988
- Galerij Alkarte Alken 1990 - 1995 - 1997 - 2003
- Galerij Evira Mechelen 1992 - 1993
- Galerij Embryo Leuven 1994 - 1996 - 1998 - 2000
- Galerij Ultime Atome Gent 1996 - 1998
- Cult. Centr. De Markthallen Herk-De-Stad 1996
- Gasthuiskapel Borgloon 1997
- Galerij Axpoele Ruislede 1998 - 2002 - 2003 - 2004
- Interelectra Hasselt 1999
- Galerij Exelmans Neeroeteren 2000 - 2004
- Galerij Greenhouse Kwaremont 2001 - 2004
- Galerij Pro Art Lier 2002
- Galerie Climat Les sables D'Olonne Frankrijk 2004
- Galerij Concipio Lubbeek 2005

### Groepstentoonstellingen - België
- Galerij De Magiërs Antwerpen 1988 - 1989 - 1990 - 1992
- Galerij Alkarte Alken 1990 - 1991 - ........ - 2001
- Linking 1990 ZOO Antwerpen 1990
- Galerij Tempera Brussel 1992
- Internationaal Festival van de Fantastische Film Brussel 1992
- Galerij Embryo Leuven 1992 - 1993 - 1995 - 1998 - 1999 - 2003
- Galerij vzw Perspectief Haacht 1993
- Casino Beringen 1994 - 1995
- Galerij Den Peroun Maaseik 1994
- Galerij Axpoele Ruislede 1995 - 1999 - 2003
- Galerij T 2000 Tongeren 1995
- Galerij De la Sarthe Auvelais 1995
- Landcommanderij Alden Biezen Bilzen 1995
- Galerij Begijnhof Mechelen 1995
- Galerij Acheroon Lubbeek 1997 - 1998
- MAEKV Koksijde 1997 - 1998
- Aquarelsalon Namen 2001 - 2003 - 2005
- Limburgse Federatie Genk 2001
- Nocturnes met Frank Dalemens en Jo Pirard:  Galerij Alkarte Alken 1991 - 1993, Galerijdis Aarschot 1992, Galerij T 2000 Tongeren 1993, PBE Lubbeek-Linden 1993
- Fantasart: Stadsschouwburg Antwerpen 1995, PBE Lubbeek-Linden 1997, Electrabel Antwerpen 1997
- Faërie 2003 Maison de le Culture Arlon - 2003
- paris 2009 maison de le paris - 2009

### Groepstentoonstellingen - Buitenland
- Galerij Rare Kiek Gelselaer (NL) 1991
- Galerij Nunki Parijs (FR) 1992
- De Lage Sluis Beesd (NL) 1993
- Chateau Stanislas Lunéville (FR) 1994
- Het Terpkerkje Oud-Urmond (NL) 1995
- Galerij Utrecht Utrecht (NL) 1998
- Centre Culturel St-Leonard (FR) 1999 - 2000
- AproArt Aubusson (FR) 2001
- Regards Sur Les Arts Lamballe (FR) 2001
- Galerie Climat Les Sables d’Olonne 2001 - 2002 - 2003 - 2004

### Beurzen
- Libr'art Libramont (B) 1991 - 1992 -....... - 2004
- Lineart Gent 1991 - 1996 - 1998 - 1999 - 2002 - 2003 - 2004
- Salon des Antiquaires Charleroi 1995
- Holland Art Fair Den Haag 1997 - 1998

### Wedstrijden
- Laureaat etswedstrijd Davidsfonds St-Truiden 1985
- Laureaat Karel Van Bockrijkprijs
- Limb. Federatie St-Truiden 1990
- Laureaat FNAC-stripwedstrijd Antwerpen 1992
- Finalist FNAC-stripwedstrijd Parijs 1992
- Laureaat Int. Kunstbeurs Libr'art Libramont: Tekenen  1991, Aquarel 1992, Schilderen 1993
- Laureaat Nat. Aquarelwedstrijd Haacht 1995
- Selectie : Marnixringprijs Felix de Boeck Brussel 1995
- Gouden Palm Int. Salon vd. Europese Kunstverdienste Koksijde 1997

### Artwork
- CD-cover  voor "Into the Electric Castle" , "The Dream Sequencer", "The Human Equation", "01011001", "Timeline" en "The Theory of Everything" van Ayreon